# Stéphane Batigne
Pour les articles homonymes, voir Batigne.
Stéphane Batigne, né le 5 novembre 1965 à Roussillon (Isère), est un journaliste, écrivain et éditeur franco-canadien.

## Biographie
Après avoir suivi des études de mathématiques et d'informatique à l'université de Montpellier, il travaille comme animateur de radio (Radio Agora), puis se forme aux métiers de l'édition à l'IMCA de Nîmes.
En 1995, il émigre à Montréal (Québec) et se fait journaliste pigiste pour différentes publications (Ici Montréal, Québec Science, Elle Québec, etc.). En 2000, il entre aux éditions Québec Amérique, où il agit comme rédacteur, rédacteur en chef puis comme directeur éditorial d'encyclopédies grand public (L'Univers, La météo, Le corps humain, La Terre, L'environnement, Encyclopédie familiale de la santé). Il acquiert la nationalité canadienne en 2002.
En 2008, il fonde les éditions Mille et une vies, qui publient surtout des autobiographies et des livres de témoignages. En parallèle, il écrit pour les éditions Atlas, le Cirque du Soleil ou encore HEC Montréal. 

### Stéphane Batigne Éditeur
De retour en France en 2011, il s'installe en Bretagne et continue ses activités d'éditeur sous le nom de Stéphane Batigne Éditeur. La ligne éditoriale de la maison d'édition, d'abord généraliste, s'oriente ensuite principalement vers des thématiques régionales, avec des collections comme «Rues de Bretagne» et «Croyances et traditions populaires de Bretagne». 

#### Auteurs publiés par la maison d'édition[4]
- Littérature générale
  - Jérôme Nédélec
  - Myriam Chenard
  - Charles Madézo
  - Patrick Denieul
  - Alain Emery
  - Gérard Le Gouic
  - Annie Rolland
  - Fañch Rebours
  - Benoît Broyart
  - Benjamin Desmares
  - Christian Blanchard
- Patrimoine
  - Roland Becker
  - Claude-Guy Onfray
- «Croyances et traditions populaires de Bretagne»
  - Charles Géniaux
  - Charles Jeannel
  - Gustave de Closmadeuc
  - Alfred Fouquet
  - Anatole Le Braz
  - Jean-Marie Guilloux
  - Louis Rosenzweig
  - Zacharie Le Rouzic
  - Léon Maître
  - Louis Gougaud
- Littérature jeunesse
  - Marilyse Leroux
  - Olivier Cousin
- Poésie
  - Olivier Cousin
  - Yves Mabin Chennevière
  - Charles Madézo
- «Rues de Bretagne»
  - Patrick Mahéo
  - Claude-Guy Onfray

En 2019, il crée les éditions Tri Nox, dédiées aux «littératures populaires et de l'imaginaire», en commençant par des romans de Jérôme Nédélec, Benjamin Desmares, Christian Blanchard et Benoît Broyart,.

### Publications comme auteur
Outre les encyclopédies qu'il a rédigées ou dirigées, Stéphane Batigne est surtout l'auteur de livres sur le Québec, Montréal et Questembert, de biographies, d'histoires familiales... Il a aussi écrit des nouvelles publiés dans des revues québécoises, dont XYZ. En Bretagne, il a fondé le concours de nouvelles Questembert littéraire (2012) et le Concours de la nouvelle de Malestroit (2015).
- Poterie traditionnelle de Bretagne Sud (avec Denis Danilo), Stéphane Batigne Éditeur, Questembert, 2022[8]
- Lieux de légendes et de croyances - Pays de Questembert & Rochefort-en-Terre, Stéphane Batigne Éditeur, Questembert, 2017[9]  (ISBN 979-10-90887-56-5)
- Les rues de Questembert, Stéphane Batigne Éditeur, Questembert, 2016 (réédition 2021)[10]
- Naïa la sorcière de Rochefort-en-Terre (trad.), de Charles Géniaux, Stéphane Batigne Éditeur, Questembert, 2015
- L'Atlas plus, Milan, Toulouse, 2012
- Gilles Guillo : au volant de sa vie, Éditions Mille et une vies, Montréal, 2010
- Moi, mes amis ont beaucoup voyagé, Éditions Mille et une vies, Montréal, 2010
- Adrice et Clara, Éditions Mille et une vies, Montréal, 2009
- Arnavielle, une famille des garrigues, Éditions Mille et une vies, Montréal, 2008
- La France dans le monde, Éditions ViaMédia, Paris, 2006
- Les (autres) meilleurs pays du monde, Éditions Québec Amérique, Montréal, 2005[11]
- Montréal, Éditions Autrement, Paris, 1998, rééd. 2004[12]
- Québec, espace et sentiment (dir.), Éditions Autrement, Paris, 2001[13]
- Montréal insolite, Lanctôt Éditeur, Outremont, 2000